# Sean Patrick Flanery
Sean Patrick flanery (født 11. oktober 1965) er en amerikansk skuespiller kendt for roller som Conner MacManus i The Boondock Saints, Greg Stillson i The Dead Zone, Indiana Jones i The Young Indiana Jones Chronicles, og Bobby Dagen i Saw 3D. 

## Tidlige år
Flanery blev født i Lake Charles, Louisiana og voksede op i Houston, Texas. Hans far solgte medicinsk udstyr og hans mor var ejendomsmægler.  Efter at have gået på Awty International School, blev Flanery student fra Dulles High School i Sugar Land og gik på University of St. Thomas i Houston.

## Skuespilkarriere
Flanery startede med skuespillet da han gik på college, hvor han startede på et drama hold, for at møde en pige han var lun på.  Han flyttede senere til Los Angeles, Californien, for at forfølge sin skuespilkarriere. Siden 1988, har han været med i 53 film, deriblandt The Boondock Saints, Powder, Simply Irresistible og D-Tox. Han er dog bedst kendt for sine roller som Conner MacManus i The Boondock Saints og Indiana Jones i The Young Indiana Jones Chronicles. Han havde en kortvarig rolle som væsnet Orling i serien Stargate SG-1 i episoden Ascension. Han var med i tvserien The Dead Zone i rollen som Visepræsident Greg Stillson, indtil serien blev aflyst. I 2010 blev han castet til hovedrollen i sci-fi horror filmen Mongolian Death Worms.  Han havde også en mindre rolle i Saw 3D fra 2010.  Han sluttede sig til holdet på CBS sæbeoperaen The Young and the Restless i april 2011. 

## Privatliv
Flanery har det sorte bælte (rykket op d. 4 maj, 2008) i Brasiliansk Jiu-jitsu ”under” Shawn Williams og det sorte bælte i Karate. Han har en hund ved navn Donut, opkaldt efter de donuts den fortærede kort tid inden Flanery adopterede den.
I 1997 vandt Flanery Toyota Pro-Celebrity Race ved Toyota Grand Prix of Long Beach som kendis køre, "Alfonso Ribeiro reglen" tvang ham til at ”forsvare” sin titel som professionel køre under TGPLB reglerne, og han vandt løbet i 1998 som professionel køre.

## Filmografi
| År   | Titel                                                      | Rolle                | Noter            |
| ---- | ---------------------------------------------------------- | -------------------- | ---------------- |
| 1987 | A Tiger's Tale                                             | Buddy                |                  |
| 1993 | Kingdom Come                                               |                      | Direkte på video |
| 1994 | Frank & Jesse                                              | Zack Murphy          |                  |
| 1995 | The Grass Harp                                             | Riley Henderson      |                  |
| 1995 | Raging Angels                                              | Chris                |                  |
| 1995 | Powder                                                     | Jeremy 'Powder' Reed |                  |
| 1996 | Just Your Luck                                             | Ray                  | Direkte på video |
| 1996 | The Method                                                 | Christian            |                  |
| 1996 | Eden                                                       | Dave Edgerton        |                  |
| 1997 | Pale Saints                                                | Louis                |                  |
| 1997 | Suicide Kings                                              | Max Minot            |                  |
| 1997 | Best Men                                                   | Billy Phillips       |                  |
| 1998 | Girl                                                       | Todd Sparrow         |                  |
| 1998 | Zach and Reba                                              | Zack Blanton         |                  |
| 1999 | Simply Irresistible                                        | Tom Bartlett         |                  |
| 1999 | The Boondock Saints                                        | Connor MacManus      |                  |
| 1999 | Body Shots                                                 | Rick Hamilton        |                  |
| 2002 | Kiss the Bride                                             | Tom Terranova        |                  |
| 2002 | Con Express                                                | Alex Brooks          | Direkte på video |
| 2002 | D-Tox                                                      | Conner               |                  |
| 2002 | Lone Hero                                                  | John                 |                  |
| 2002 | Borderline                                                 | Ed Baikman           |                  |
| 2004 | The Gunman                                                 | Ben Simms            |                  |
| 2005 | The Storyteller                                            | John                 |                  |
| 2005 | Demon Hunter                                               | Jake Greyman         |                  |
| 2007 | The Insatiable                                             | Harry Balbo          | Direkte på video |
| 2007 | Veritas, Prince of Truth                                   | Veritas              |                  |
| 2007 | Ten Inch Hero                                              | Noah                 |                  |
| 2007 | The Adventures of Young Indiana Jones: Love's Sweet Song   | Indiana Jones        | Direkte på video |
| 2007 | The Adventures of Young Indiana Jones: Demons of Deception | Indiana Jones        | Direkte på video |
| 2007 | The Adventures of Young Indiana Jones: Espionage Escapade  | Indiana Jones        | Direkte på video |
| 2008 | The Adventures of Young Indiana Jones: Winds of Change     | Indiana Jones        | Direkte på video |
| 2008 | Crystal River                                              | Clay Arrendal        |                  |
| 2009 | Deadly Impact                                              | Tom Armstrong        |                  |
| 2009 | The Whole Truth                                            | Gary Langston        |                  |
| 2009 | The Boondock Saints II: All Saints Day                     | Connor MacManus      |                  |
| 2009 | Sinners & Saints                                           | Colin                | William Kaufman  |
| 2010 | Scavengers                                                 | Captain Jekel        |                  |
| 2010 | Saw 3D                                                     | Bobby Dagen          |                  |
| 2011 | InSight                                                    | Det. Peter Rafferty  |                  |

| År         | Titel                                                                | Rolle                                        | Noter                         |
| ---------- | -------------------------------------------------------------------- | -------------------------------------------- | ----------------------------- |
| 1990       | Just Perfect                                                         |                                              | TV film                       |
| 1990       | My Life as a Babysitter                                              |                                              | TV film                       |
| 1992– 1993 | The Young Indiana Jones Chronicles                                   | Indiana Jones                                | 22 episoder                   |
| 1993       | The Accident                                                         | The Driver                                   | TV film                       |
| 1994       | Guinevere                                                            | King Arthur                                  | TV film                       |
| 1994       | The Adventures of Young Indiana Jones: Hollywood Follies             | Young Indiana Jones                          | TV film                       |
| 1995       | The Adventures of Young Indiana Jones: Treasure of the Peacock's Eye | Young Indiana Jones                          | TV film                       |
| 1995       | The Adventures of Young Indiana Jones: Attack of the Hawkmen         | Indiana Jones                                | TV film                       |
| 1996       | The Adventures of Young Indiana Jones: Travels with Father           | Indiana Jones (age 20)                       | TV film                       |
| 1999– 2000 | The Strip                                                            | Elvis Ford                                   | 10 episoder                   |
| 2000       | Run the Wild Fields                                                  | Tom Walker                                   | TV film                       |
| 2000       | The Outer Limits                                                     | Eric                                         | Episode: "Stasis"             |
| 2001       | The Diamond Hunters                                                  | Johnny Lance                                 | Ukendt episode                |
| 2001       | Acceptable Risk                                                      | Bobby                                        | TV film                       |
| 2001       | Stargate SG-1                                                        | Orlin                                        | Episode: "Ascension"          |
| 2001       | Touched by an Angel                                                  | Daniel Lee Corbitt                           | Episode: "Famous Last Words"  |
| 2002       | Heksene fra Warren Manor                                             | Adam                                         | Episode: "Happily Ever After" |
| 2002– 2007 | Stephen King's Dead Zone                                             | Greg Stillson / Vice President Greg Stillson | 19 episoder                   |
| 2003       | Then Came Jones                                                      | Sheriff Ben Jones                            | TV film                       |
| 2003       | The Twilight Zone                                                    | Dr. Paul Thorson                             | Episode: "Cold Fusion"        |
| 2004       | Dead Lawyers                                                         | Jimmy Blake                                  | TV film                       |
| 2004       | 30 Days Until I'm Famous                                             | Cole Thompson                                | TV film                       |
| 2005       | Into the Fire                                                        | Walter Harwig, Jr.                           | TV film                       |
| 2006       | Savage Planet                                                        | Randall Cain                                 | TV film                       |
| 2006       | Secrets of a Small Town                                              | Jimmy Lee Daniels                            | Pilot episode                 |
| 2006       | CSI: Crime Scene Investigation                                       | The Big Hombre                               | Episode: "Double Cross"       |
| 2006       | Masters of Horror                                                    | Sheriff Kevin Reddle                         | Episode: "The Damned Thing"   |
| 2007       | KAW                                                                  | Wayne                                        | Syfy film                     |
| 2007       | Numb3rs                                                              | Jeff Upchurch                                | Episode: "Tabu"               |
| 2009       | Criminal Minds                                                       | Darrin Call                                  | Episode: "Haunted"            |
| 2010       | Mongolian Death Worm                                                 | Daniel                                       | TV film                       |
| 2011       | The Young and the Restless                                           | Sam Gibson                                   | Sæbe opera                    |
| 2013       | Dexter                                                               | Jacob Elway                                  | Sæson 8                       |